# إيطاليا الرومانية
إيطاليا الرومانية هو اسم شبه الجزيرة الإيطالية أثناء العصر الروماني عند كانت محمية تحت سلطة مدينة روما إلى أن جاء أغسطس قيصر الذي قسمها إلى 11 محافظة وإمتدت هذه المنطقة من جبال الألب إلى البحر الأيوني، شملت جزر كورسيكا وسردينيا وصقلية ومالطا وألتي أضيفت في عصر دقلديانوس في سنة 292 م، وبقيت موحدة إلى أن إنقسمت في القرن السادس الميلادي، حيث أصبح جزء منها تحت سيطرة الإمبراطورية البيزنطية وجزء آخر تحت سيطرة القبائل الجرمانية، إتحدت مرة أخرى في سنة 1861 بعد إنشاء مملكة إيطاليا.